# Оберман, Хольгер
Хольгер Оберман (нем. Holger Obermann; 31 августа 1936, Кассель — 30 октября 2021, Фридрихсдорф) — немецкий футболист, тренер, спортивный журналист и комментатор.

## Биография
Свою карьеру начал в клубе «Хессен» из родного Касселя.. В 1961 году вратарь стал первым немецким профессиональным футболистом, отправившимся выступать в США. Он представлял команду «Элизабет», выступавшей в первой немецко-американской лиге. В 1964 году помог основать германо-американское общество Голивуда во Флориде.
После окончания карьеры Оберман занялся журналистикой. На первых порах он являлся стажером в газете «Hamburger Morgenpost» («Гамбургская утренняя почта»). Затем он был редактором и иностранным корреспондентом в немецкоязычном американском издании «New Yorker Staats-Zeitung», а также являлся сотрудником ABC в Майами.
В 1966 году окончательно вернулся в Германию, где он стал старшим редактором на телеканале «Hessischer Rundfunk». Позднее Оберман возглавил спортивную редакцию «Южногерманского радио». Работал комментатором футбольных матчей на канале ARD.
В течение многих лет Хольгер Оберман помогал развивать футбол в развивающихся странах. В качестве «эксперта по развитию спорта» от Национального олимпийского комитета Германии и Немецкого футбольного союза объездил более 30 стран. В 1997 году был награждён Орденом «За заслуги перед Федеративной Республикой Германия», а в 2004 году — премией Федерального министерства внутренних дел и родины Германии.
Несколько раз Оберман начинал заниматься тренерской деятельностью. По ходу 1985 года он являлся наставником сборной Гамбии. С 1991 по 1993 год являлся техническим директором Всепальской футбольной ассоциации и параллельно вместе с местным специалистом Махесвором Мульви тренировал местную национальную команду. В начале нулевых немец был старшим советником футбольного проекта Афганистана, спонсируемого ФИФА. С января по март 2003 года руководил сборной Афганистана. С марта 2004 года Оберман стал почетным членом Афганской футбольной ассоциации за вклад в развитие молодежи. Во время океанского цунами 2004 года получил назначение в ФИФА на должность технического консультанта программы реконструкции футбола в Шри-Ланке.
30 октября 2021 года Хольгер Оберман скончался во время пандемии COVID-19 в Фридрихсдорфе.

## Семья
В 1961 году узаконил семейные отношения со своей супругой Барбарой. У них было двое детей.

## Достижения тренера
- Финалист Кубка Амилькара Кабрала: 1985.
- Бронзовый призёр Кубка федерации Южной Азии по футболу: 1993[12].